# Vallée du Biois
La vallée du Biois (en italien : valle del Biois ; en ladin : val Biois) est une vallée longitudinale des Dolomites située dans la province de Belluno, en Vénétie. Vallée latérale du val Cordevole, elle est située au pied de la Marmolada (3 343 m), de la Civetta (3 220 m) et des Pale di San Martino (3 192 m).

## Géographie
La vallée s'étend sur 20 km, du col de San Pellegrino à Cencenighe Agordino. Elle est reliée à la province autonome de Trente par deux cols, le col Valles (2 030 m) et le col de San Pellegrino (1 918 m), qui conduisent respectivement à Predazzo (val di Fiemme) et Moena (val di Fassa). Elle doit son nom au ruisseau du Biois qui coule du col de San Pellegrino et rejoint ensuite les trois autres communes au fond de sa vallée.
Le long du parcours de la vallée, sont situées les communes de Falcade (1 137 m), Canale d'Agordo (976 m), Vallada Agordina (1 035 m) et Cencenighe Agordino (773 m).
Falcade est un centre touristique réputé en été comme en hiver, avec ses remontées mécaniques modernes qui mènent à certaines des pistes de ski les plus panoramiques des Dolomites. 
De Canale d'Agordo, le val di Gares se développe latéralement jusqu'à la vallée du Biois, une vallée glaciaire qui se termine par un cirque glaciaire où se trouve le hameau de Gares (1 380 m). De cet endroit, des excursions mènent aux sommets du Pale di San Martino. 
L'avant-dernière commune rencontrée est celle de Vallada Agordina qui se développe en une multitude de hameaux caractéristiques. L'église de San Simon, avec le cycle pictural de Paris Bordone, a été pendant des siècles le point de référence culturel de cette vallée. 
Le Biois poursuit sa route jusqu'à Cencenighe Agordino où il se jette dans le ruisseau Cordevole dans la localité de Grave. 

## Histoire
Dans la seconde moitié du XIXe siècle, la vallée s'ouvre au tourisme avec la naissance de l'hôtel Al Gallo (Canale d'Agordo), le premier de la vallée du Biois, où les premiers alpinistes qui explorent les Pale di San Martino trouvent l'hospitalité ; entre autres, Francis Fox Tuckett, John Ball, le géographe Giovanni Marinelli et Alfred Von Radio-Radiis y ont séjourné.
La commune de Canale d'Agordo est le lieu de naissance d'Albino Luciani, le futur pape Jean-Paul Ier, et le centre le plus important de la vallée avec l'ancienne église Pievanale de Canale d'Agordo, qui domine la toute la vallée. Un autre bâtiment important est la brasserie, qui a été fondée vers 1847 par Giovanni Battista Zannini ; vers les années 1920 les frères Luciani, Sante, Luigi et Giovanni l'ont acheté et ont fondé le siège de Birra Pedavena. 

### Massacre de la vallée du Biois
Entre le 20 et le 21 août 1944, dans le cadre d'une répression anti-partisane, la vallée a été le théâtre de représailles nazies par des hommes de la division blindée de parachutistes Hermann Göring, du SS-Gebirgs-Kampfschule de Predazzo et du 2e bataillon du Polizeiregiment Bozen, composé de Tyroliens du Sud germanophones. À la demande du major SS Alois Schintlholzer, les Allemands ont abattu 44 personnes et rasé des hameaux entiers, laissant 645 personnes sans abri. Schintlholzer, un citoyen autrichien, a été arrêté par les troupes alliées, mais a réussi à s'échapper. Parce qu'il était recherché en Autriche, il s'est caché à Sulden, dans le Tyrol du Sud, comme de nombreux autres nazis. Les Carabinieri l'ont arrêté en 1947, mais les dossiers relatifs à son cas sont tombés dans l'oubli, se retrouvant dans le placard de la honte et la justice italienne l'a libéré sans jugement. Il est retourné en Autriche en 1961, où il a de nouveau été arrêté, mais un an plus tard, les autorités autrichiennes ont également clos l'affaire et sont retournées en liberté. En 1970, le procès a repris en Italie (à la demande des survivants) et ce n'est qu'en 1988 qu'il est finalement condamné à la réclusion à perpétuité, mais l'Autriche refuse de l'extrader, car il était maintenant vieux et mourant. En fait, il est décédé un an plus tard. Les Tyroliens du Sud à son commandement n'ont cependant jamais été affectés par des mesures pénales.

## Culture et folklore
La vallée est enracinée dans ses traditions et coutumes ladines. L'Union Ladina Val Biois et le Group Folk Val Biois valorisent cette culture. Le Gran Carneval de la vallée du Biois à Canale d'Agordo se déroule chaque année.